# المرصد اللغوي

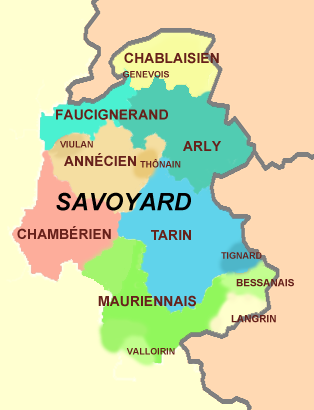
التصنيف اللهجي للغة السافويارد حسب المرصد اللغوي.

المرصد اللغوي (بالفرنسية: Observatoire linguistique)، (بالإنجليزية: Linguasphere Observatory)، (بالويلزية: Wylfa leithoedd) هو منظمة أبحاث لغوية عبر وطنية، هذه المنظمة مسؤولة عن سجل لينغواسفير وموقع لينغواسفير. وضعت أهداف المنظمة الأولى في كيبك في عام 1983 في جامعة لافال، ثم أنشئ المرصد وأعلن في نورماندي كرابطة غير ربحية حسب قانون الجمعيات لعام 1901، تحت رئاسة شرف ليوبولد سنغور، الشاعر الناطق بالفرنسية وأول رئيس السنغال.
مؤسس المرصد والمدير الحالي هو ديفيد دالبي، المدير الفرنسي الفرنسي السابق للمعهد الأفريقي الدولي/المعهد الدولي الأفريقي، وحاصل على شهادة فخرية من جامعة لندن (مدرسة الدراسات الشرقية والإفريقية)، وسكرتير الأبحاث الأول هو فيليب بلانشيه، شاعر اللغة البروفنسالية والأستاذ الحالي في علم اللسانيات الاجتماعية في جامعة رين الثانية. منذ عام 2010، نائب مدير المرصد اللغوي والمطور ومدير موقعه هو بيريك لي فيوفر، مشرف موقع "ouiaubreton.com" في الفترة من 2006 إلى 2010 و«ميثاق اللغة» في عام 2007، ورئيس مجلس البحوث التابع للمرصد اللغوي واللسانيات الجغرافية رولان بريتون، الأستاذ الفخري في جامعة باريس 8، ومؤلف أطلس اللغات العالمية وأطلس الأقليات اللغوية في العالم.
تقع وحدات البحث في المرصد حاليا في الاتحاد الأوروبي، منذ عام 1996 في كارمارثنشير في ويلز (سابقا في كريسنفيل في فيكسين نورماند)، ومنذ أغسطس 2010 في باريس (سابقا في مرسيليا). وأبحاثهم طوعية ولها أهداف علمية وتعليمية، دون مصلحة تجارية طائفية أو سياسية.
ويعد المرصد اللغوي، منذ إنشائه، منظمة ثنائية اللغة تستخدم الفرنسية أو الإنكليزية لعرض عملها على «لينغواسفير» واللغات الفردية في العالم. وهو يبحث حاليا عن الدعم المادي اللازم لإعداد ونشر كل ما قدمه من معلومات عبر الإنترنت بلغة ثنائية اللغة (الفرنسية + الإنجليزية) أو حتى صيغة متعددة اللغات.

## روابط خارجية
- موقع لنغواسفير